# Manuel de Gálvez Corral
Manuel de Gálvez Corral (Santiago de Guatemala, 5 de agosto de 1715 - Santiago de Guatemala, 23 de julio de 1763) fue un general que ejerció los cargos de alcalde mayor de San Salvador (desde 1737 a 1740), corregidor de Quetzaltenango y de alcalde ordinario de Santiago de Guatemala (en 1753 y 1757).

## Biografía
Manuel Antonio de Gálvez Corral y Varón de Berrieza nació en Santiago de Guatemala el 5 de agosto de 1715, siendo hijo de Bartolomé Gálvez Corral y Francisca Rosa Varón de Berrieza y López; fue bautizado el 12 del mismo mes en la iglesia de San Sebastián de esa ciudad. Se dedicaría a la carrera de las armas, alcanzando el rango de general.
El 30 de marzo de 1731 el rey Felipe V había designado a su hermano Cristóbal como alcalde mayor de San Salvador, en dicho nombramiento se estipulaba que si Cristóbal no podía terminar el período que cediese el cargo en manos de Manuel, lo cual así ocurrió el 9 de febrero de 1737. Durante su mandato, debido a real cédula del 28 de julio de 1739 y a decreto de la Real Audiencia de Guatemala del 2 de abril de 1740, ordenó desde Zacatecoluca el 11 de mayo de 1741 que se escribiese una relación del estado del territorio de la alcaldía mayor, que constituye una fuente muy importante para el estudio de esa jurisdicción.
Ejercería el cargo de alcalde mayor hasta el año de 1740, luego se asentaría en Santiago de Guatemala, donde en 1742 sería uno de los regidores del ayuntamiento de esa ciudad; más adelante, el 29 de abril de 1745 tomaría posesión como corregidor de Quetzaltenango, y en 1753 sería uno de los alcaldes ordinarios de Santiago.
El 6 de marzo de 1755, contraería matrimonio con su sobrina Josefa de Gálvez Cilieza Velasco (hija de su hermano Cristóbal), con quien engendraría 3 hijos: José María (quien falleció siendo infante), María Josefa, y Juana de Dios. En el año de 1757 volvería a ocupar el puesto de alcalde ordinario de Santiago. Fallecería el 23 de julio de 1763, siendo sepultado en la iglesia del Colegio de Cristo de Misioneros Apostólicos de Propaganda Fide.